# Баскаков, Николай Николаевич
Никола́й Никола́евич Баска́ков (8 мая 1918, Астрахань, РСФСР — 14 октября 1993, Санкт-Петербург, Российская Федерация) — советский художник, живописец, член Ленинградской организации Союза художников РСФСР.

## Биография
Николай Баскаков родился 8 мая 1918 года в деревне (сейчас посёлок Советский) в семи километрах от Астрахани в многодетной семье. Отец, Николай Евлампиевич Баскаков, был столяром, мать Евдокия Васильевна занималась домашним хозяйством и воспитанием детей — девяти сыновей и двух дочерей.
В 1933—1939 годах Николай Баскаков занимался в Астраханском художественном училище у известного художника и педагога П. А. Власова. В 1939 году был призван в армию, службу проходил на Дальнем Востоке. Там же в 1943 году Николай Баскаков впервые участвовал в выставке, его работа «Хабаровск, год 1942» в числе тридцати восьми работ хабаровских художников демонстрировалась на выставке в Москве.

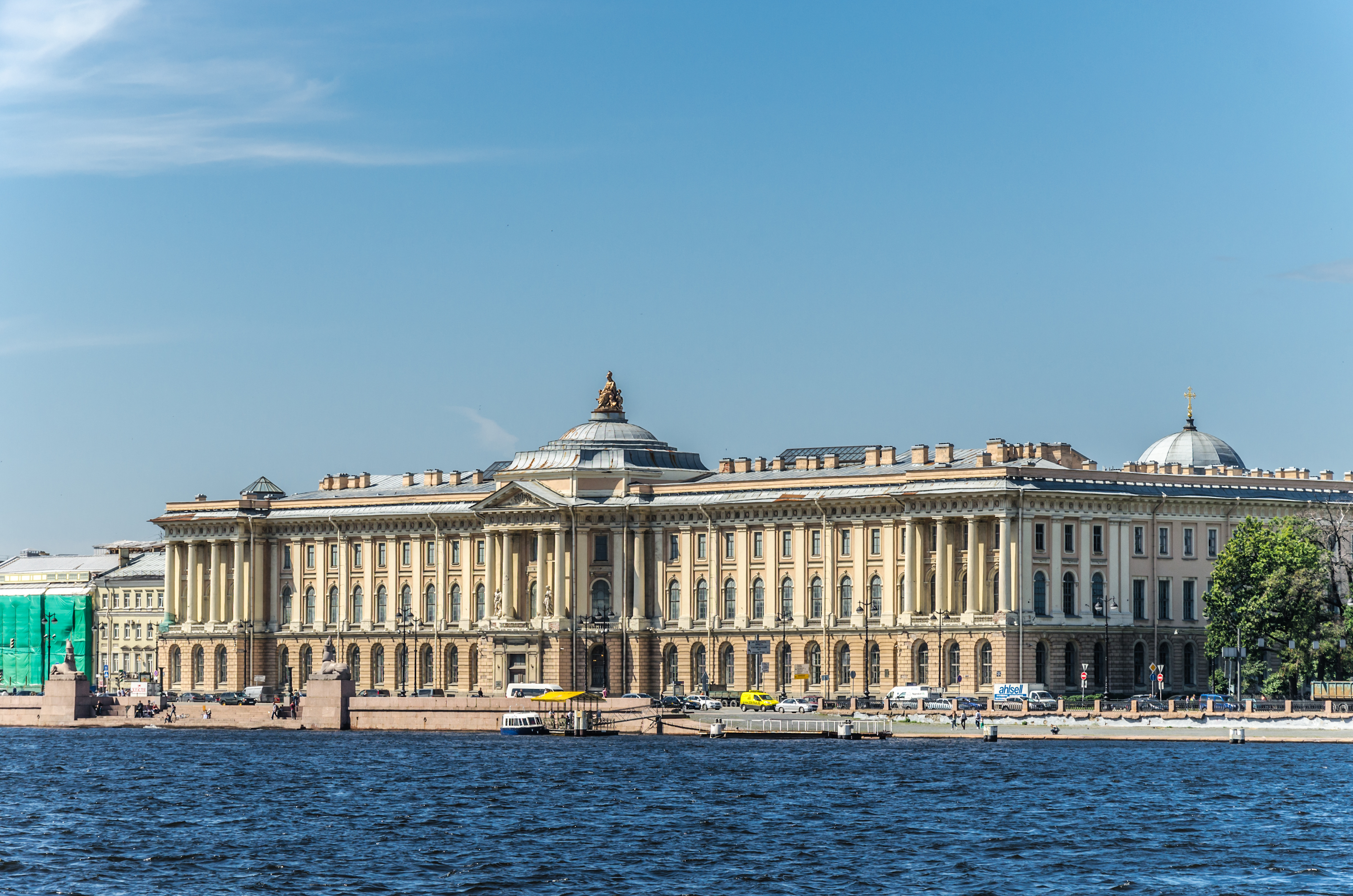
Здание ЛИЖСА имени И. Е. Репина в Ленинграде, на Университетской набережной, 17

В 1945 году Баскаков поступил на живописное отделение Ленинградского института живописи, скульптуры и архитектуры имени И. Е. Репина. Занимался у Леонида Овсянникова, Бориса Фогеля, Глеба Павловского, Александра Зайцева.
В 1951 году окончил институт по мастерской Б. В. Иогансона с присвоением звания художника живописи. Дипломная работа — картина «Ленин и Сталин в Смольном». В одном выпуске с ним институт окончили Иван Андреев, Алексей Ерёмин, Михаил Канеев, Майя Копытцева, Анатолий Левитин, Евгений Лесин, Николай Овчинников, Авенир Пархоменко, Валентин Печатин, Эрих Ребане, Игорь Скоробогатов, Людмила Быстрова, Михаил Труфанов, Борис Угаров и другие молодые художники, ставшие вскоре известными ленинградскими живописцами. Тесное творческое общение и дружба с ними сохранились у Николая Баскакова на многие годы.

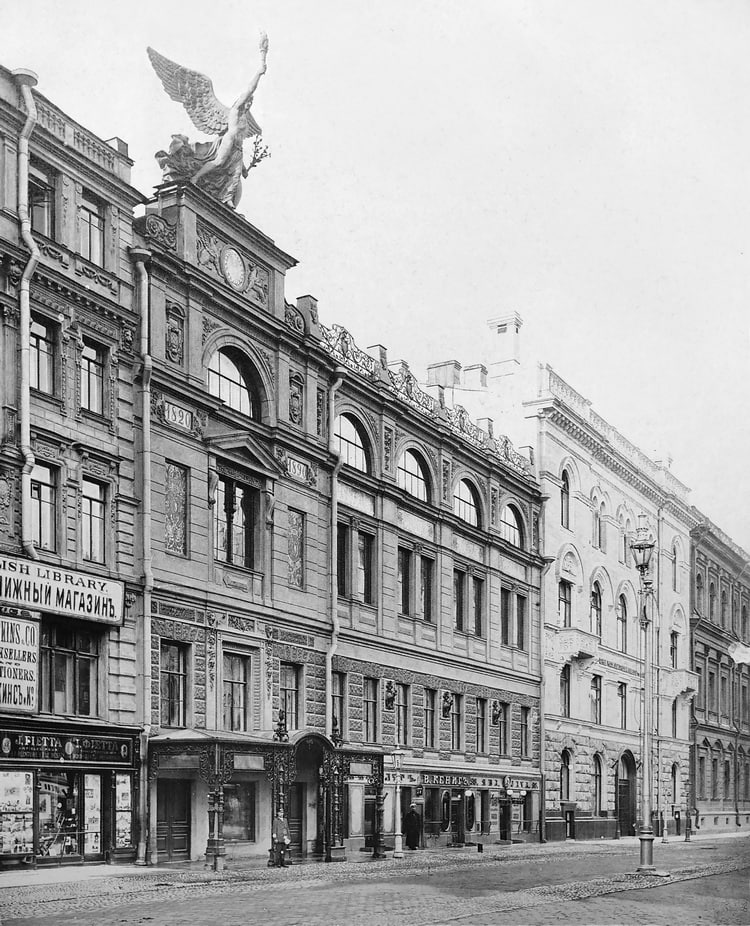
Здание ЛССХ на Большой Морской улице, 38

С 1951 года Баскаков участвовал в выставках ленинградских художников, экспонируя свои работы вместе с произведениями ведущих мастеров изобразительного искусства Ленинграда. В этом же году совместно с художниками Григорием Чепцом и Михаилом Труфановым он исполнил первый большой заказ — картину «Вручение ордена Ленина Кировскому заводу», за которую его приняли в члены Ленинградского Союза художников. В дальнейшем писал тематические картины и композиции на военные, историко-революционные и производственные темы, портреты, пейзажи, этюды с натуры. Работал в технике масляной живописи и рисунка. В 1960—1980 годах неоднократно работал на творческой базе ленинградских художников в Старой Ладоге на Волхове.
Николай Баскаков был избран действительным членом Петровской Академии наук и искусств, дважды становился лауреатом объединения «Кировский завод». В 1989—1992 годах работы Н. Н. Баскакова с успехом были представлены на выставках и аукционах русской живописи "L'Ecole de Leningrad" и других во Франции.
Скончался 14 октября 1993 года в Санкт-Петербурге на 76-м году жизни.
Произведения Н. Н. Баскакова находятся в музеях и частных собраниях в России, Великобритании, Японии, Германии, Турции, Франции, США и других странах.

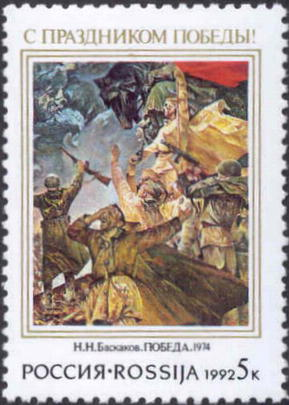
Почтовая марка 1992 С праздником Победы!, на которой изображена картина Н. Н. Баскакова «Победа», 1974 г.

## Творчество
Для творчества Баскакова характерно обращение к темам большого общественного звучания, к образу современника, раскрываемому в картине-портрете.
Об особенностях живописной манеры художника и приёмах работы над раскрытием образа говорят показанные на выставках произведения «На плавучем рыбозаводе» (1954), «Зимой» (1955), «Маша» (1956), «Весточка» (1957), «На реке» (1958), «Бабушка с внучкой», «Воспитательница», «Лето» (все 1960), «Свинарки», «Шефы в колхозе» (обе 1961), «Штукатуры» (1964) и другие. Особое место среди них занимают работы, драматургия которых восходит к событиям военной поры. Художник создаёт врезающиеся в память образы, исполненные глубокого внутреннего драматизма. Среди них картины «Музыка» (1957), «В годы войны» (1967), «На русской земле» (1968), «Победа» (1974), «Разговор с сыном», «День Победы» (обе 1980).
В разные годы художник неоднократно обращался к образу Ленина, ему хотелось написать прежде всего человека, принявшего на себя колоссальную ответственность за судьбу страны в драматические моменты её истории. В 1956 году Николай Баскаков пишет картину «Ленин в Горках», на которой В. И. Ленин изображён сидящим в кресле летним днём в саду. Этот же авторский подход к раскрытию образа просматривается в картине «Ленин в Кремле» (1960). Позднее, в 1970-е годы Николай Баскаков пишет картины «Ленин на отдыхе» (1970) и «На ёлке в Горках» (1972).
Среди известных портретных произведений художника работы «Гитарист» (1949), «Портрет матери» (1955), «Портрет тракториста» (1956), «Портрет рыбака» (1959), «Сын пастуха» (1962), «Портрет девушки с вербами» (1967), большая серия портретов рабочих Кировского завода, исполненная в 1960—1980-е годы, «Портрет художника Скокова» (1970), «Школьница», «Охотник Гриша Ерёмин» (обе 1971), «Бабушка с внучатами» (1972), «Парень из Дудинки», «Старая Нганасанка» (обе 1973), «Наставник Г. Фадеев с учениками», «Колхозный сторож Митрич» (обе 1975), «Портрет старой узбечки» (1977), работы «Сёстры» (1979), «Портрет сварщика» (1980), «Портрет В. М. Шукшина», «Портрет художника» (обе 1984), «Кировцы» (1985), «Портрет поэта Николая Рубцова» (1988) и другие.
К жанру пейзажа Баскаков неоднократно обращался в волжских этюдах, в староладожских этюдах и картинах («Весна на Волхове», «У реки»), в своих творческих поездках («Стамбул», 1968). Этот опыт позволял художнику добиваться особой выразительности образа при включении пейзажа в композицию тематической картины или портрета. Как, например, в картинах «Масленица» (1978), «Разговор с сыном» (1980), «Портрет В. М. Шукшина» (1983) и, в особенности, в картине «На русской земле» (1967).
Из обширного живописного наследия Николая Баскакова чаще других упоминаются его жанровые и исторические полотна «Музыка» (1957), «Ленин в Кремле» (1960, вариант в Музее истории Санкт-Петербурга), «На русской земле» (1968, собрание ИРРИ), «Доярки» (1962, Фонд семьи Филатовых). В связи с приобретением картины «Доярки» учредитель арт-фонда Андрей Филатов заявил: «Николай Баскаков — яркий представитель ленинградской школы советской живописи, однако этот художник был практически неизвестен за пределами СССР до его выставки в Париже в 1989 году. Впоследствии многие из лучших работ живописца были приобретены частными коллекционерами из разных стран и стали недоступны для широкой публики. Я рад, что мы наконец-то можем представить вниманию ценителей искусства по всему миру одну из работ Баскакова».

## Выставки
- 1954 год (Ленинград): Весенняя выставка произведений ленинградских художников.
- 1954 год (Ленинград): Выставка произведений ленинградских художников открылась в Государственном Русском музее.
- 1956 год (Ленинград): Осенняя выставка произведений ленинградских художников.
- 1957 год (Ленинград): 1917—1957. Выставка произведений ленинградских художников.
- 1957 год (Москва): Всесоюзная художественная выставка, посвящённая 40-летию Великой Октябрьской социалистической революции.
- 1960 год (Ленинград): Выставка произведений ленинградских художников 1960 года.
- 1960 год (Ленинград): Выставка произведений ленинградских художников.
- 1961 год (Ленинград): Выставка произведений ленинградских художников 1961 года.
- 1962 год (Ленинград): Осенняя выставка произведений ленинградских художников 1962 года.
- 1964 год (Ленинград): Ленинград. Зональная выставка произведений ленинградских художников 1964 года.
- 1967 год (Москва): Советская Россия. Третья Республиканская художественная выставка 1967 года.
- 1969 год (Ленинград): Весенняя выставка произведений ленинградских художников 1969 года.
- 1970 год (Ленинград): Выставка произведений ленинградских художников, посвящённая 25-летию победы над фашистской Германией.
- 1970 год (Ленинград): Осенняя выставка произведений ленинградских художников 1970 года.
- 1971 год (Ленинград): Весенняя выставка произведений ленинградских художников 1971 года.
- 1971 год (Ленинград): Наш современник. Выставка произведений ленинградских художников 1971 года.
- 1972 год (Ленинград): Наш современник. Вторая выставка произведений ленинградских художников 1972 года.
- 1972 год (Ленинград): По Родной стране. Выставка произведений ленинградских художников 1972 года, посвящённая 50-летию образования СССР.
- 1973 год (Ленинград): Наш современник. Третья выставка произведений ленинградских художников 1973 года.
- 1973 год (Старая Ладога): Выставка этюдов художников Дома творчества «Старая Ладога» (март-апрель 1973 г.)
- 1975 год (Ленинград): Наш современник. Зональная выставка произведений ленинградских художников 1975 года.
- 1976 год (Ленинград): Портрет современника. Пятая выставка произведений ленинградских художников 1976 года.
- 1976 год (Москва): Изобразительное искусство Ленинграда. Ретроспективная выставка произведений ленинградских художников.
- 1977 год (Ленинград): Выставка произведений ленинградских художников 1977 года, посвящённая 60-летию Великого Октября.
- 1978 год (Ленинград): Осенняя выставка произведений ленинградских художников 1978 года. Каталог.
- 1980 год (Ленинград): Зональная выставка произведений ленинградских художников 1980 года.
- 1984 год (Ленинград): Подвигу Ленинграда посвящается. Выставка произведений ленинградских художников, посвящённая 40-летию полного освобождения Ленинграда от вражеской блокады.
- 1990 года (Париж): Выставка «L' Ecole de Leningrad».
- 1991 года (Париж): Выставка «Русские художники».
- 1991 года (Париж): Выставка «Charmes Russes».
- 1991 года (Париж): Выставка «L' Ecole de Leningrad».
- 1991 года (Париж): Выставка «Русские шедевры».
- 1993 год (Санкт-Петербург): Выставка произведений художников — участников Великой Отечественной войны Санкт-Петербургского Союза художников России
- 1997 год (Санкт-Петербург): Выставка «Связь времён. 1932—1997. Художники — члены Санкт-Петербургского Союза художников России. К 65-летию Санкт-Петербургского Союза художников» в ЦВЗ «Манеж»